# Away: The Survival Series
AWAY: The Survival Series es un videojuego desarrollado por el estudio independiente Breaking Walls para Microsoft Windows, PlayStation 4, PlayStation 5 y Xbox One.

## Sobre el juego
Durante la transmisión en vivo del State of Play realizada el 9 de mayo de 2019, PlayStation anunció, entre otros juegos, AWAY: The Survival Series, que llevaba tres años en desarrollo al momento de su presentación. En marzo de 2021, se confirmó que el juego llegaría también a Xbox One y a Xbox Series X/S mediante retrocompatibilidad.
AWAY: The Survival Series está inspirado en los documentales sobre la naturaleza. Ambientado en una jungla lejos de la interferencia humana, el jugador toma el papel de un petauro del azúcar, un mamífero superficialmente parecido a una ardilla voladora, mientras trata de sobrevivir a las inclemencias del tiempo, los depredadores y otros peligros que ofrece la jungla. El videojuego cuenta con cámara en tercera persona, aunque de género de aventura, cuenta también con matices plataforma cuando el petauro debe saltar y planear entre los árboles, y también posee toques de sigilo, cuando el petauro debe pasar desapercibido ante un depredador grande como un halcón, y acción cuando se deba enfrentar a enemigos de su mismo tamaño como un escorpión. El videojuego contará con un narrador que cuenta el viaje del petauro a modo de documental.
La música de orquesta del videojuego fue compuesta por Mike Raznick, compositor de los documentales sobre la naturaleza Life y Planeta Tierra II.